# Adelicia Acklen
Adelicia Acklen, född den 15 mars 1817 i Nashville, död den 4 maj 1887 i New York, var en amerikansk plantageägare, som tillhörde de mest framgångsrika inom sitt område under sin samtid. Hon blev efter sin makes död år 1846 en förmögen plantageägare, som genom sitt utnyttjande av slavarbetskraft förvärvade ett flertal plantager i Tennessee och Louisiana.